# Dendrologischer Park Bazoș
Der dendrologische Park Bazoș (umgangssprachlich: Basoscher Wald, rumänisch: Parcul dendrologic Bazoș) ist ein Naturschutzgebiet der IUCN-Kategorie-IV (Waldschutz) auf dem Areal des Dorfes Bazoșu Nou, im Kreis Timiș, Banat, Rumänien.

## Geschichte
Der dendrologische Park Bazoș ist ein Arboretum, das zwischen 1909 und 1914 von Graf Ambrózy angelegt wurde. Ambrózy, der damals österreichisch-ungarischer Botschafter in den Vereinigten Staaten war, hatte Zugang zum Arboretum der Harvard University, von wo er vor allem nordamerikanische und asiatische Baumarten mitbrachte. Der Park erstreckt sich heute auf einem 60 Hektar großen Naturschutzreservat und beherbergt über 800 Pflanzengruppen aus fünf Kontinenten.
Man findet hier Tulpenbäume, Magnolien und viele Nadelbaumarten, die in Europa wenig bekannt sind, sowie eine zirka 500 Jahre alte Eiche.
Angelegt wurde der Park unter der Anleitung des damaligen Direktors des Düsseldorfer Botanischen Gartens, dem Landschaftsgärtner Franz von Engerhord.
Nach dem Ersten Weltkrieg und dem Zusammenbruch Österreich-Ungarns, fielen zwei Drittel des Banats infolge des Vertrags von Trianon an Rumänien. Durch die Agrarreform von 1921 wurde das Gut des Grafen Ambrózy enteignet und verstaatlicht. Zu diesem Zeitpunkt gab es im Park 194 Baum- und Straucharten. Ab 1937 wurde der dendrologische Park nach und nach ausgebaut, heute sind 1100 Taxa im Park anzutreffen.
Die 60 Hektar Park sind wie folgt unterteilt:
- Eichenwald – 36 ha
- Amerikanischer Park mit nordamerikanischen Baumarten – 1,5 ha
- Asiapark mit asiatischen Arten – 1,0 ha
- Landschaftspark mit Arten verschiedener Herkunft – 11,5 ha

Der Park ist ein beliebtes Ausflugsziel, sonntags werden bis zu 4000 Besucher registriert.